# Bitwa pod Saint-Quentin (1871)
Bitwa pod St.Quentin – starcie zbrojne, które miało miejsce w trakcie wojny francusko-pruskiej. Bitwa zakończyła się porażką Francuzów, co ostatecznie uniemożliwiło ochronę stolicy przed Niemcami. 
Pruska armia pod wodzą cesarza Wilhelma I rozpoczęła oblężenie Paryża. W tym celu pierwsza armia pruska pod wodzą Augusta Karla von Goebena miała zaatakować Paryż od północy. Von Goeben maszerując ze swoją armią na północ, napotkał na nieregularne siły francuskie pod wodzą Louisa Faidherbe pod miastem Saint-Quentin w dniu 19 stycznia 1871 roku. Rankiem 19 stycznia Prusacy zaatakowali i pokonali siły francuskie. Brak przełomu ze strony francuskiej oznaczał, że Paryż mógł spokojnie być ostrzeliwany przez Niemców, a Francuzi nie byli już zdolni do ataków, które mogły się temu przeciwstawić.